# Only the Fool Survives
«Only the Fool Survives» (español: «Sólo el tonto sobrevive») es el segundo sencillo del álbum All Systems Go de la cantante Donna Summer, interpretado a dueto con Mickey Thomas, vocalista de la banda Starship (formada como Jefferson Starship). La balada fue lanzada en Norteamérica y Japón.

## Sencillo
- US 7" sencillo (1987) Geffen 9 28165-7 / 7-28165[1]

1. «Only the Fool Survives» - 4:00
2. «Love Shock» - 4:16

## Personal
- Donna Summer – voz principal
- Mickey Thomas – voz principal
- Harold Faltermeyer – teclado
- Dann Huff – guitarra

## Producción
- Producido por Harold Faltermeyer
- Ingenieros: Brian Reeves, Dave Concors
- Mezclado por Harold Faltermeyer y Uli Rudolf
- Programación: Harold Faltermeyer

## Posicionamiento
| Lista/País (1980)            | Posición más alta |
| ---------------------------- | ----------------- |
| RPM Canadá                   | 40                |
| Billboard Adult Contemporary | 14                |